# 공개 서한
공개 서한, 공개 항의서, 공개 질의서 또는 오픈 레터(open letter)는 폭넓은 청중이 읽을 수 있도록 의도된 서신 또는 개인을 대상으로 했지만 그럼에도 불구하고 의도적으로 널리 배포되는 서한이다.
공개 서한은 일반적으로 개인에게 보내는 편지 형식을 취하지만, 편집자나 블로그에 보내는 편지 등 신문이나 기타 매체를 통해 대중에게 제공된다. 정치 지도자들에게 보내는 중요한 공개 서한은 특히 흔하다.
가장 유명하고 영향력 있는 공개 편지 중 두 가지는 에밀 졸라가 프랑스 대통령에게 보낸 편지 나는 고발한다…!, 프랑스 정부가 간첩 혐의로 알프레드 드레퓌스에게 부당한 유죄 판결을 내렸다고 비난한 것, 그리고 마틴 루터 킹 주니어가 버밍엄 감옥에서 보낸 편지에는 "어디서나 불의는 어디에서나 정의에 대한 위협이다"라는 유명한 인용문이 포함되어 있다.

## 같이 보기
- 백서